# 99 Ways to Die
99 Ways to Die è il quarto album del rapper statunitense Master P, pubblicato nel 1995 da No Limit, Priority Records e nel mercato canadese dalla SMG Solar Music Group.
| Recensione | Giudizio |
| ---------- | -------- |
| AllMusic   | [ 1 ]    |

## Tracce
1. Intro/17 Reasons – 5:28
2. Commercial 1 – 0:36
3. Dead Presidents – 5:02
4. Rollin' Thru My Hood (featuring Big Ed, Lil Ric, King George & Silkk) – 5:02
5. Bullets Gots No Name (featuring E-A-Ski & Rally Ral) – 4:38
6. When They Gone – 6:24
7. Playa Wit Game (featuring Simply Dre, King George & Silkk) – 4:48
8. Commercial 2 – 0:32
9. 99 Ways to Die – 3:43
10. Rev. Do Wrong Comm – 1:31
11. Hoe Games (featuring C-Murder, King George & Silkk) – 4:33
12. 1-900-Master P (Bonus Track) – 4:45
13. When They Gone (Radio Edit) – 5:01

## Classifiche
| Classifica (1995)         | Posizione massima |
| ------------------------- | ----------------- |
| US Heatseekers Albums     | 38                |
| US Top R&B/Hip-Hop Albums | 41                |